# 奉天邮务管理局
奉天邮务管理局是北洋政府在奉天商埠地设立的奉天省最高邮政管理机构，其旧址位于辽宁省沈阳市和平区市府大路157号。目前，该建筑为辽宁省文物保护单位和沈阳市文物保护单位。

## 历史沿革
1927年，奉天省政府在奉天商埠地内的北市场修建奉天邮务管理局。1928年东北易帜后，奉天邮务管理局相继改称辽宁邮务管理局、奉天邮政管理局。1948年辽沈战役后，大楼为东北邮电管理局所用。大楼现为中国联通辽宁省公司用房。

## 建筑特点
奉天邮务管理局大楼由荷兰建筑师设计，中国方面施工。大楼由塔楼和两翼侧楼组成，建筑面积为1768平方米。两翼侧楼部分为地上两层、地下一层钢筋混凝土结构，仿石墙面。大门入口为十字旋转门，两侧设有爱奥尼柱。塔楼部分为四层，上部为钟楼并修饰有绿色半圆球形宝顶，宝顶上设有旗杆。